# Марек Грехута
Ма̀рек Мѝхал Греху̀та (на полски: Marek Michał Grechuta, р. 10 декември 1945, Замошч – п. 9 септември 2006, Краков) е полски певец, поет, художник и композитор, известен като един от най-добрите представители на полската изпята поезия.

## Биография
Марек е роден в Замошч, където завършва и средно училище. През 1963 г. отива в Краков, за да следва архитектура. През 1966 г. основава група, наречена Anawa (името на група идва от френскя израз en avant). През 1968 г. печели втора награда на фестивала на полската песен в Ополе. Песните му от този период са вдъхновени от полската поезия на 19-и и 20 век.
През 1971 г. основава нова група, наречена WIEM.
През седемдесетте години на ХХ век е и активен изпълнител в краковските театри. През 1976 г. в сътрудничество с Ян Канти Павлускевич създава музикален Луд влак (на полски: Szalona lokomotywa).
Умира в Краков през 2006 година.

## България в песните на Марек Грехута
През шейсетте и седемдесетте години Марек Грехута прекарва ваканциите си в България – източник на вдъхновение за него. Един от резултатите е песента „Созопол“, което е включена в албума „Пейзаж, изпълнен с надежда“.

## Дискография
- 1970 Marek Grechuta & Anawa (бг. Марек Грехута & Anawa)
- 1971 Korowód (бг. Шествие)
- 1972 Droga za widnokres (бг. Път отвъд хоризонта)
- 1974 Magia obłoków (бг. Магията на облаците)
- 1977 Szalona lokomotywa (бг. Луд влак)
- 1979 Pieśni M. Grechuty do słów Tadeusza Nowaka (бг. Песни на думите на Тадеуш Новак)
- 1981 Śpiewające obrazy (бг. Пеещи снимки)
- 1984 W malinowym chruśniaku (бг. В малиновия храст)
- 1987 Wiosna – ach, to ty! (бг. Пролет – o, това е Вас!)
- 1989 Krajobraz pełen nadziei (бг. Пейзаж, изпълнен с надежда)
- 1993 Jeszcze pożyjemy (бг. Ние ще живеем)
- 1994 Dziesięć ważnych słów (бг. Десет важни думи)
- 1998 Serce (бг. Сърце)
- 2003 Niezwykłe miejsca (бг. Необичайни места)